# William James Sidis
William James Sidis (Nueva York, 1 de abril de 1898-Boston, 17 de julio de 1944) fue un niño prodigio estadounidense. Sus padres eran judíos que huyeron de los pogromos del Imperio Ruso en Ucrania. Desde niño demostró poseer sorprendentes habilidades intelectuales de memorización, especialmente en las matemáticas y en el dominio de múltiples lenguas. Ingresó en Harvard a los once años y, como adulto, afirmaba que tenía un cociente intelectual extremadamente alto y que hablaba unos veinticinco idiomas y dialectos, aunque no hay pruebas que lo corroboren y probablemente se trate de una leyenda difundida por su hermana.

## Datos biográficos
Era hijo de padres inmigrantes judíos. Nació el 1 de abril de 1898, en la ciudad de Nueva York. Su padre, Boris Sidis, médico psiquiatra y filósofo, publicó numerosos libros y artículos, y destacó principalmente en psicología anormal. Había emigrado en 1887 para huir de la persecución judeófoba en Berdýchiv, Ucrania, por aquel entonces parte del Imperio Ruso. La familia de su madre, Sarah (licenciada en medicina), de apellido Mandelbaun, había huido de los pogromos del Imperio Ruso de 1889. Sarah estudió en la Universidad de Boston y se graduó en la Escuela de Medicina en 1897.
William recibió este nombre por su padrino, el filósofo norteamericano William James, amigo y colega de su padre. Boris era políglota y su hijo William heredó esta aptitud, que demostró a edad temprana. Los padres de Sidis creían en una educación afectuosa, precoz y llena de conocimiento.
Su padre aplicó sus propios conocimientos de psicología en su hijo para potenciar una alta capacidad intelectual. A los 18 meses de edad, el joven William podía leer el New York Times. A los ocho años conocía ocho idiomas —además de su lengua madre, el inglés: el latín, el griego, el francés, el ruso, alemán, el hebreo, el turco y el armenio; a los siete años inventó uno, el vendergood. Aprobó el tercer curso de primaria en tres días. Escribió cuatro libros (dos de anatomía y dos de astronomía) entre los cuatro y los ocho años. Antes de cumplir los ocho años, fue aceptado en el MIT (Instituto de Tecnología de Massachusetts), y después de un intento fallido a los 10 años, a los once años entró en la Universidad de Harvard, formándose como un experto en matemáticas aplicadas. A los dieciséis años, se graduó en medicina. Hablaba cerca de cuarenta idiomas a la perfección.
Se ha afirmado que tenía un cociente intelectual estimado de entre 255 y 300 puntos (el rango de una persona considerada normal se encuentra entre 90 y 110).[cita requerida]
Falleció el 17 de julio de 1944, a los cuarenta y seis años, tras terminar su séptima y última carrera. Según un mito popular, la causa de su muerte fue una embolia cerebral. 
Nunca tuvo pareja ni una vida familiar propia. No le interesaba establecer contacto con otras personas y era bastante reservado. Su caso alimentó la creencia según la cual los niños prodigios fracasan durante la edad adulta y que la educación acelerada podría ser perjudicial. En 1977, la psicóloga Kathleen Montour llamó a esta creencia «la falacia de Sidis».
Después de su muerte, su hermana hizo la afirmación no verificable de que su cociente intelectual era «el más alto que jamás se había obtenido»

## Vendergood, su idioma propio
Sidis creó una lengua propia, a la que llamó «vendergood» en su segundo libro, el Libro de Vendergood, que escribió a la edad de ocho años. La lengua se basaba sobre todo en el latín y el griego, pero también incluyó elementos del alemán, del francés y de otras lenguas románicas.

## Política y arresto
En 1919, poco después de dejar la facultad de derecho, Sidis fue arrestado por encabezar una marcha socialista realizada en Boston, reivindicando el Día del Trabajador; la marcha finalmente acabó en disturbios. Fue sentenciado a 18 meses de prisión bajo la ley antidisturbios de 1918, por amotinamiento y agresión. Durante el juicio, Sidis declaró haber sido objetor de conciencia de la Primera Guerra Mundial; que era ateo y comunista, aunque afirmaba creer en «algo que se aparta de un ser humano», aunque tiempo después desarrolló su propia filosofía libertaria basada en los derechos individuales y en «la continuidad social de América».
El debate acerca del método de educación de William Sidis formó parte de una discusión más amplia sobre la mejor manera de educar a los niños. Los diarios criticaban la manera en la que Boris Sidis había criado a su hijo. La mayoría de los educadores de la época pensaban que las escuelas debían exponer a los niños a experiencias comunes para crear buenos ciudadanos, y la mayoría de los psicólogos creían que la inteligencia era hereditaria, una posición que se oponía a la educación temprana en casa.[cita requerida]
La dificultad con la que Sidis y otros estudiantes jóvenes altamente dotados se encontraron fue una estructura universitaria con una rígida opinión en contra de dejarlos avanzar rápidamente a la educación superior. El debate sobre la educación para niños prodigio persiste hasta nuestros días, y el caso de Sidis sigue siendo tema de discusión. Dentro de los estándares modernos, Sidis suele clasificarse como un individuo altamente dotado. Esto es lo que creen algunos expertos, aunque otros opinan que el hecho de pasar a las mentes prodigiosas a cursos mayores es beneficioso y es necesario para que no malgasten el tiempo en cursos de bajo nivel para su inteligencia.[cita requerida]

## Revisión de las afirmaciones sobre Sidis
La afirmación acerca del CI de Sidis tiene origen en el libro de Abraham Sperling titulado Psychology for the Millions (1946), donde se recoge la afirmación de la hermana de Sidis de que él tenía el cociente intelectual "más alto que se había obtenido nunca», pero autores posteriores han encontrado que algunos de sus biógrafos, como Amy Wallace, exageraron su cociente intelectual real, como el propio Sperling ha señalado:

Helena Sidis me dijo que unos años antes de su muerte, su hermano Bill realizó una prueba de inteligencia con un psicólogo. Su puntuación fue la más alta que se había obtenido nunca. En términos de cociente intelectual, el psicólogo relató que la cifra sería de entre 250 y 300. En la última etapa de su vida, William James Sidis realizó pruebas de inteligencia general para puestos de la Función Pública de Nueva York y Boston. Sus fenomenales calificaciones son asunto de récord.

Se ha constatado que Helena y la madre de William, Sarah, tenían una reputación de afirmaciones exageradas sobre la familia Sidis. Helena también había afirmado falsamente que el examen del Servicio Civil que William realizó en 1933 fue un test de inteligencia, y que su calificación era un CI con una puntuación de 254. Helena también afirmó que «Billy conocía todos los idiomas del mundo, mientras que mi padre solo sabía veintisiete. Me pregunto si había alguno que Billy no supiera». Esta afirmación no fue respaldada por ninguna otra fuente ajena a la familia Sidis, y Sarah Sidis también hizo una afirmación inverosímil en su libro de 1950 The Sidis Story, acerca de que William podía aprender un idioma en un solo día. Su padre, Boris Sidis, descartó en una ocasión las pruebas de inteligencia como algo «tonto, pedante, absurdo y groseramente engañoso».
La vida y el trabajo de Sidis, y sobre todo sus ideas sobre los nativos norteamericanos, se analizan en el libro de Robert M. Pirsig titulado Lila: An Inquiry into Morals (Lila: Una investigación sobre la moral) (1991). El caso de Sidis también se estudia en Ex-Prodigy, la autobiografía del matemático Norbert Wiener, dotado de una inteligencia prodigiosa y contemporáneo de Sidis en Harvard.[cita requerida]
Un autor danés, Morten Brask, escribió una novela de ficción basada en la vida de Sidis, titulada The Perfect Life of William Sidis (La vida perfecta de William Sidis), que se publicó en Dinamarca en el 2011.[cita requerida]

## Obras
- Book of Vendergood
- Midyear examination in Astronomy 4, 7 de febrero de 1912.
- A remark on the occurrence of revolutions, in Journal of Abnormal Psychology, Vol. 13, Nr. 4, 1918, pp. 217-224.
- The animate and the inanimate. Boston: Richard G. Badger, 1925.
- Notes on the Collection of Transfers. Philadelphia: Dorrance, 1926.
- The Tribes and the States, 1935.